# Fejér István (újságíró)
Fejér István (Kassa, 1911. április 25. – Budapest, 1976. február 26.) szlovákiai magyar újságíró, lapszerkesztő, színigazgató.

## Életpályája
Fejér (Friedmann) Vilmos szemorvos és Weiser Alice fia. Prágában diplomázott. 1934-től Emil Burian D34 nevű színházában dolgozott. 1936-ban a Petőfi Kör egyik alapító tagja volt. 1936–1938 között a Magyar Nap újságírója volt. 1940-ben Magyarországra települt át, de munkásmozgalmi tevékenysége miatt börtönbe került. 1945–1948 között a Munkás Kultúrszövetség egyik vezetője volt. 1948–1951 között a Színház és Mozi című lap; majd 1957 és 1958 között – a jogutód – a Film Színház Muzsika első főszerkesztője volt. Ezt követően, 1958–1967 között a Vidám Színpadot és a Kis Színpadot igazgatta.

## Magánélete
Felesége Leidenfrost Georgie (1906–1994) volt, akivel 1941. augusztus 5-én Budapesten, a Józsefvárosban kötött házasságot.
Egy lányuk született: Judith.

## Színházi művei
A Színházi Adattárban regisztrált bemutatóinak száma: 43.
| - Szoba nincs (1950) - Most jelent meg (1952) - Egy marék boldogság (1953) - Bukfenc (1956–57) - Irány Caracas (1957) - Osztályonfelüli kabaré (1957) - Egyebek és emberek (1958) - Bekötött szemmel (1958–59) - A helyzet a következő… (1958) - 120 éven aluliaknak (1959) - Nemcsak űr ügy (1960) - Fiatalok és öregek (1961) - Már egyszer tetszett (1961) - Fiatalság nem bolondság (1961) - Ez is csak nálunk lehet (1961) - Micsoda emberek vannak! (1962) - Vigyázat, utánozzák! (1962) - Vidám kínpad (1962) | - Nem félünk a tv-től (1963) - Ez van! (1964) - Ez van nyáron (1964) - Nehéz a választás (1965) - És mi ebből a tanulság? (1966) - Made in Hungary (1966) - Helló, dolcsi! (1967) - Folytassa, Hacsek! (1968, 1985) - A kísértet házhoz jön (1969) - Kolumbusz tojása (1970) - Kiskapu (1972) - Pest megér egy viccet (1973) - Lassan a Pesttel! (1973) - Mesebeszéd (1974) - Őfelsége, a nő (1975) - Lehetünk őszinték? (1976) - Micsoda cirkusz (1978) - Idefigyeljenek emberek! (1987) |

## Művei
- A városi főügyész (1947)
- Álom, álom… (öt kabarétréfa, Hidvéghy Ferenccel és Tabi Lászlóval, 1947)
- Egy marék boldogság (1950)
- Bukfenc (1955)
- Irány Caracas (Kállai Istvánnal, 1957)
- Bekötött szemmel (1958)
- Tudni illik, hogy mi illik (1966)
- Vidám színpad. Lehet valamivel kevesebb? (Jelenetek, Boross Elemérrel, 1967)
- A kísértet házhoz jön (vígjáték, 1972)
- Humor áll a házhoz (kabaréjelenetek, 1973)

## Díjai
- József Attila-díj (1958)